# Kazimierz Pławski

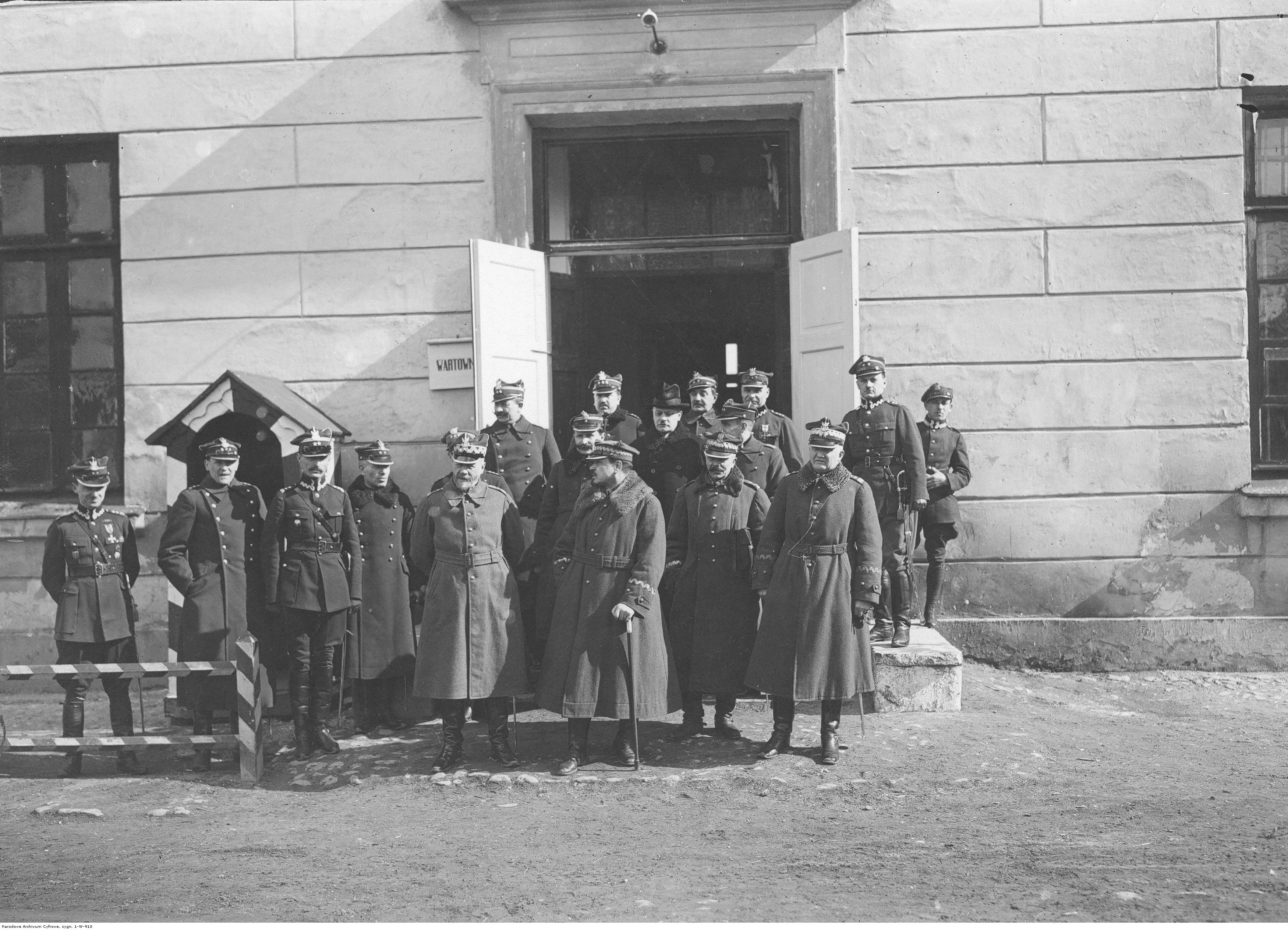
Otwarcie Szkoły Gazowej w Warszawie 12 marca 1925 - gen. Kazimierz Pławski drugi z prawej w pierwszym rzędzie

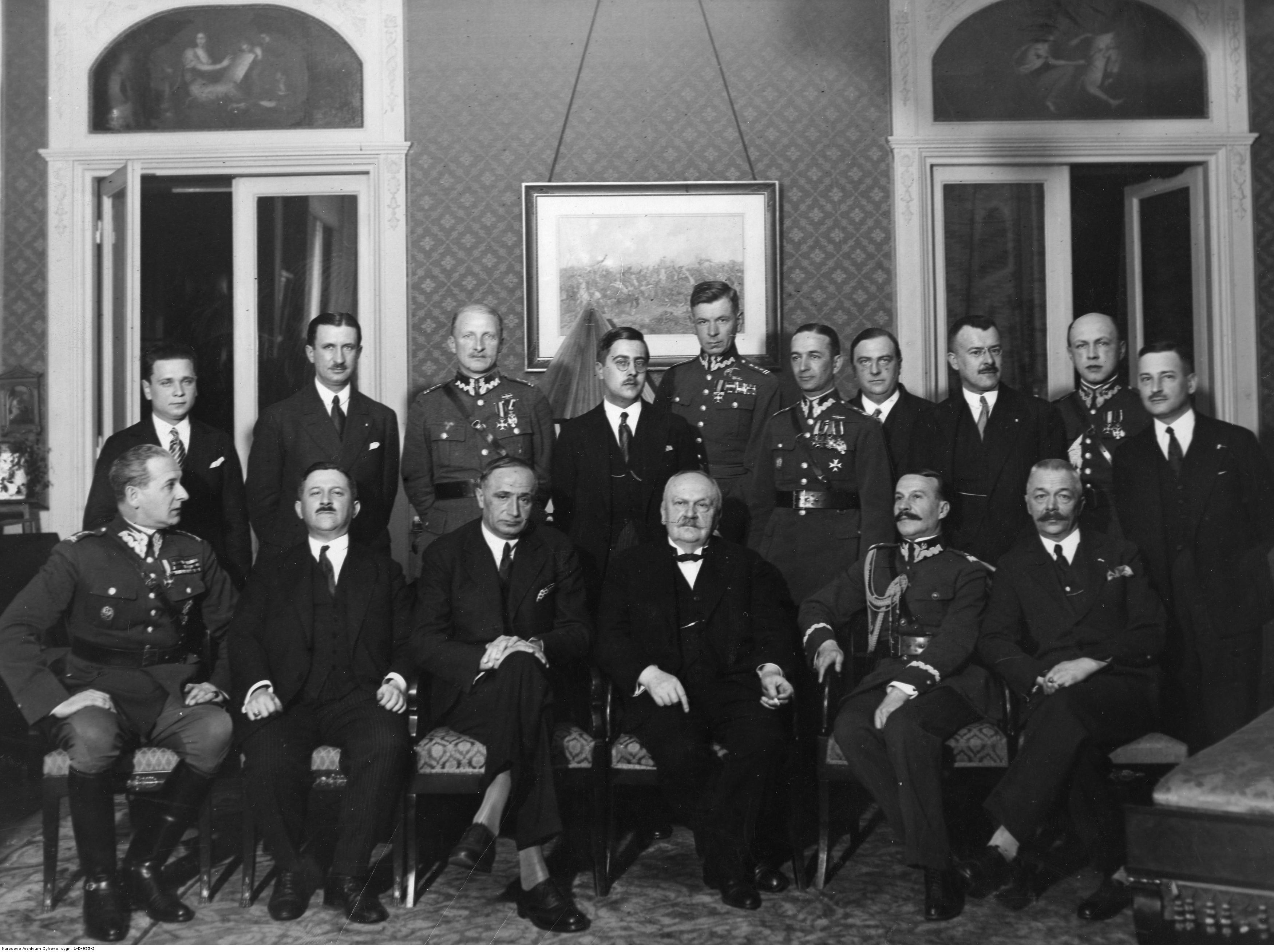
Zebranie koła kawalerów Orderu Królestwa Jugosławii 27 stycznia 1929 - gen. Kazimierz Pławski siedzi 2. z prawej

Kazimierz Fryderyk Pławski (ur. 5 marca 1877 w Jedwabnie, zm. 12 listopada 1969 w Warszawie) – generał dywizji inżynier Wojska Polskiego.

## Życiorys
Kazimierz Fryderyk Pławski urodził się 5 marca 1877 roku w Jedwabnie, w rodzinie Bolesława, majora armii rosyjskiej, i Jadwigi ze Szwarców. Kształcił się w Korpusie Kadetów w Moskwie. Od 1898 roku oficer zawodowy rosyjskiej artylerii. W 1905 roku, w stopniu kapitana, ukończył Michajłowską Akademię Artylerii w Petersburgu. W latach 1914–1917, w stopniu pułkownika, walczył na froncie austriackim i niemieckim, ostatnio jako pomocnik szefa artylerii frontu. Od listopada 1917 roku do lutego 1918 roku dowódca I Brygady Artylerii i inspektor artylerii w I Korpusie Polskim w Rosji, odcięty od Korpusu w czasie walk.
W listopadzie 1918 roku został przyjęty do Wojska Polskiego. Do stycznia 1919 roku był pomocnikiem szefa Departamentu Artylerii Ministerstwa Spraw Wojskowych, a do marca 1919 roku pomocnikiem kierownika Ministerstwa Spraw Wojskowych. W marcu 1919 roku został oficerem do specjalnych zleceń Ministra Spraw Wojskowych. Od 28 maja 1919 roku pełnił obowiązki inspektora artylerii III Korpusu Armii Polskiej we Francji. W grudniu 1919 roku znalazł się w składzie Polskiej Misji Wojskowej w Paryżu.
W marcu 1920 roku powrócił do kraju i objął dowództwo II Brygady Artylerii Legionów. Na tym stanowisku 29 maja 1920 roku został zatwierdzony z dniem 1 kwietnia 1920 roku w stopniu pułkownika artylerii, w grupie oficerów „byłych Korpusów Wschodnich i byłej armii rosyjskiej”. Wziął udział w bitwie niemeńskiej. W październiku 1920 roku został słuchaczem kursów dla wyższych dowódców, a po jego ukończeniu wykładowcą i zastępcą dyrektora nauk tych kursów. 1 czerwca 1921 roku znów pełnił służbę na stanowisku dowódcy II Brygady Artylerii Legionów, pozostając w ewidencji 2 pułku artylerii polowej Legionów. 17 grudnia 1921 roku został szefem Wydziału Artylerii Departamentu III Ministerstwa Spraw Wojskowych.
3 maja 1922 roku został zweryfikowany w stopniu generała brygady ze starszeństwem z dniem 1 czerwca 1919 roku w korpusie generałów. 10 listopada 1922 roku został mianowany zastępcą szefa Departamentu III Artylerii i Uzbrojenia Ministerstwa Spraw Wojskowych. W kwietniu 1924 roku został mianowany szefem Departamentu Artylerii Ministerstwa Spraw Wojskowych. 25 października 1926 roku został przeniesiony do dyspozycji Ministra Spraw Wojskowych. Z dniem 31 maja 1927 roku został przeniesiony w stan spoczynku. Osiadł w Warszawie. 27 marca 1939 roku został powołany do służby czynnej i przydzielony do Ministerstwa Spraw Wojskowych, lecz bez powierzenia konkretnej funkcji.
W 1945 roku zgłosił się do służby w Ludowym Wojsku Polskim i został wyznaczony na szefa Departamentu Uzbrojenia Ministerstwa Obrony Narodowej. W 1947 roku w stanie spoczynku. Do 1949 roku pracował w Wojskowej Akademii Technicznej i w Instytucie Mechaniki w Warszawie. Pochowany na cmentarzu Powązki Wojskowe w Warszawie (kwatera B18-4-7).

## Ordery i odznaczenia
- Krzyż Komandorski Orderu Odrodzenia Polski (2 maja 1923)[9][10][11]
- Krzyż Walecznych[9]
- Złoty Krzyż Zasługi z Mieczami (zwer. 2 lutego 1959)[12]
- Medal Pamiątkowy za Wojnę 1918–1921[9]
- Medal Dziesięciolecia Odzyskanej Niepodległości[9]
- Medal Zwycięstwa i Wolności 1945 (9 maja 1946)[12]
- Medal za Warszawę 1939-1945 (1 marca 1946)[12]
- Komandor Orderu Orła Białego (Jugosławia)[9]
- Oficer Orderu Legii Honorowej (Francja)[9]
- Kawaler Orderu Legii Honorowej[1]
- Medal Zwycięstwa („Médaille Interalliée”) – 1925[9][13]